# Besate
Besate là một đô thị ở tỉnh Milano thuộc vùng Lombardia của Italia, khoảng 25 km về phía tây nam của tỉnh lỵ Milano. Đến thời điểm 31 tháng 12 năm 2004, dân số đô thị này là 1.813 người, diện tích là 12,7 km².
Besate giáp các đô thị: Morimondo, Vigevano, Casorate Primo, Motta Visconti.